# Gregor Kiedorf
Gregor Kiedorf (* 11. Februar 1985 in Wolfen) ist ein deutscher Rettungsschwimmer und Ingenieur.

## Leben
Er studierte in den Jahren 2006 bis 2011 Verfahrenstechnik an der Otto-von-Guericke-Universität Magdeburg. Seit dem Jahr 2012 war er als wissenschaftlicher Mitarbeiter am Max-Planck-Institut für Dynamik Komplexer Technischer Systeme in Magdeburg tätig. Im Jahr 2017 promovierte er zum Dr.-Ing.
Kiedorf betätigte sich sportlich als Schwimmer und besuchte ab 1995 das Sportgymnasium in Halle (Saale). In seiner Jugend startete er für den Bitterfelder SV. Er kam dann zum Rettungsschwimmen und wurde im Jahr 2002 sechsfacher sachsen-anhaltischer Landesmeister. Im Jahr 2006 holte er gemeinsam mit Matthias Meng in der Disziplin Leinenwurf-Staffel einen Weltmeistertitel. In Vorbereitung der WM war er zur DLRG Halle (Saale) gewechselt. In der Puppenstaffel holte er gemeinsam mit Martin Bürger, Martin Baier und Philipp Berger Bronze.
Im Jahr 2006 durfte sich Kiedorf in Anerkennung seines sportlichen Erfolgs als Rettungsschwimmer in das Goldene Buch der Stadt Magdeburg eintragen.
Er ist verheiratet und hat zwei Kinder.

## Werke
- Mechanistic and kinetic analysis of homogeneously and heterogeneously catalyzed reactions, Shaker Aachen 2018, ISBN 978-3844057683